# Benjamin Fisk
Pour les articles homonymes, voir Fisk.
Benjamin Fisk, né le 4 février 1993 à Vancouver, est un joueur international canadien de soccer qui joue au poste de milieu de terrain à l'Atlético Ottawa en Première ligue canadienne.

## Biographie

### Carrière internationale
Fisk compte deux sélections avec l'équipe du Canada depuis 2017.